# Polska Grupa Użytkowników Linuxa
Polska Grupa Użytkowników Linuxa, PLUG (ang. Polish Linux User Group) – stowarzyszenie określające siebie jako niekomercyjną organizację stawiającą sobie za zadanie popularyzację systemu operacyjnego Linux, wolnego i otwartego oprogramowania (FOSS) i otwartych standardów. Ma również ułatwiać kontakty poprzez organizację spotkań, pokazów, seminariów i szkoleń, a także – w przyszłości – testowanie i atestowanie sprzętu jako zgodnego z systemem Linux. PLUG działa na terenie całej Polski.
W swojej historii PLUG zorganizował lub współorganizował wiele imprez linuksowych – w tym sztandarową – Pingwinaria. Nawiązał też współpracę z Ruchem na rzecz Wolnego Oprogramowania i Internet Society Polska, organizacjami promującymi m.in. używanie otwartego oprogramowania w polskiej administracji i instytucjach państwowych. Na początku 2012 roku wraz ze stowarzyszeniem Internet Society Polska, Fundacją Nowoczesna Polska, Fundacją Panoptykon oraz Fundacją Wolnego i Otwartego Oprogramowania PLUG wsparł ogólnopolski protest przeciwko ACTA, będąc jednym z sygnatariuszy listu do Premiera RP w sprawie niepodpisywania tej umowy.

## Władze
Podczas wyborów na walnym zebraniu członków PLUG 8 października 2011 roku prezesem zarządu PLUG został wybrany Dariusz Grzesista. W skład władz organizacji wchodzi zarząd PLUG, sąd koleżeński, komisja rewizyjna i rzecznik dyscyplinarny.

## Oddziały lokalne
PLUG posiada oddziały lokalne, część z nich formalnie podlega statutowi PLUG, inne są nieformalnymi grupami sympatyków Linuksa. Głównym celem oddziałów terenowych jest organizowanie spotkań i popularyzowanie Linuksa w lokalnej społeczności.
- BLUG – Białostocka Grupa Użytkowników Linuksa
- BLUG – Beskidzka Grupa Użytkowników Linuksa
- BLUG – Bydgoska Grupa Użytkowników Linuksa
- CLUG – Krakowska Grupa Użytkowników Linuksa
Grupa działa od 1991 roku, zrzesza pasjonatów Linuksa i ogólnie pojętego wolnego oprogramowania z rejonu Krakowa i Małopolski. Celem organizacji jest wymiana doświadczeń, ale także edukacja i promowanie otwartych rozwiązań.
Projekty: Linux Academy, Linux – u mnie działa, Poznaj Linuksa, Fedora and Red Hat Open Days, Mandriva Install Fest, Software Freedom Day w Krakowie, Linux Install Party, Akademia Wolnego Oprogramowania.
- ChLUG – Chrzanowska Grupa Użytkowników Linuksa
- Ck-LUG – Kielecka Grupa Użytkowników Linuksa
- CzLUG – Częstochowska Grupa Użytkowników Linuksa
- FLUG (Forest Linux Users Group) – Leśna Grupa Użytkowników Linuksa
- JLUG – Jaworznicka Grupa Użytkowników Linuksa
- JelLUG – Jeleniogórska Grupa Użytkowników Linuksa
- KamLUG – Kamiennogórska Grupa Użytkowników Linuksa
- KLUG – Koszalińska Grupa Użytkowników Linuksa
- LuLUG – Lubelska Grupa Użytkowników Linuksa
- LLUG – Łomżyńska Grupa Użytkowników Linuksa
- LUG Rybnik – Grupa użytkowników Linuksa z Rybnika
- MLUG – Mikołów Linux Users Group
- OpLUG – Opolska Grupa Użytkowników Linuksa
- PPLUG – Poznańska Grupa Użytkowników Linuksa
Działa na terenie Wielkopolski od 1998 roku. Jego założycielami byli Piotr Tęczyński i Jacek Prucia oraz wiele innych osób. Działalność PPLUG skoncentrowana jest na organizowaniu spotkań, na których przedstawiane są różne pomysły na wykorzystanie Linuksa i oprogramowania Open Source w zastosowaniach domowych i biznesowych. Odbyło się kilkadziesiąt takich spotkań. PPLUG stał się także poprzez listę dyskusyjną, IRC i nieoficjalne spotkania forum wymiany wiedzy, doświadczeń i miejscem nawiązywania kontaktów osób związanych z informatyką w Wielkopolsce.
- PskLUG – Przeworska Grupa Użytkowników Linuksa
- RLUG – Radomska Grupa Użytkowników Linuksa
- RzLUG – Rzeszowska Grupa Użytkowników Linuksa
- SLUG – Słupska Grupa Użytkowników Linuksa
- SLUG – Śląska Grupa Użytkowników Linuksa
Działa na terenie województwa śląskiego, organizuje doroczną konferencję PyCon PL oraz cykl wykładów GNU/Politechnika. Współpracuje między innymi ze Studenckim Kołem Naukowym Linuksa i Wolnego Oprogramowania na Politechnice Śląskiej[4] oraz Częstochowską Grupą Użytkowników Linuksa.
- SzLUUG – Szczecin Linux & Unix Users Group
- TLUG – Toruńska Grupa Użytkowników Linuksa
- TLUG – Trójmiejska Grupa Użytkowników Linuksa
Założona w 1999 roku, zrzeszająca miłośników Linuksa z Trójmiasta i okolic. Grupa zajmuje się organizowaniem comiesięcznych spotkań, corocznego zimowiska[5], popularyzacją wolnego oprogramowania w lokalnym środowisku, wzajemną edukacją i wymianą poglądów.
- WLUG – Wrocławska Grupa Użytkowników Linuksa
- WawaLUG – Warszawska Grupa Użytkowników Linuksa

## Zloty ogólnopolskie

### Pingwinaria
Doroczne spotkanie sympatyków wolnego oprogramowania i systemu operacyjnego Linux odbywające się na wiosnę. Organizatorem zlotu byli członkowie Polskiej Grupy Użytkowników Linuxa (PLUG) skupieni wokół ówczesnego zarządu stowarzyszenia. Podczas zlotu w 2011 roku zadeklarowali oni jednak, że jest to ostatnie spotkanie i ta seria nie będzie kontynuowana.
Zloty:
- 2000 – Jastrzębia Góra, 1–3 grudnia
- 2001 – Szczytno, 6–8 lipca
- 2002 – Krynica, 14–17 marca
- 2003 – Krynica, 26–30 marca
- 2004 – Krynica, 1–4 kwietnia
- 2005 – Krynica, 7–10 kwietnia
- 2006 – Krynica, 30 marca – 2 kwietnia
- 2007 – Krynica, 14–17 marca
- 2008 – Krynica, 17–20 kwietnia
- 2009 – Spała, 12–15 marca
- 2010 – Spała, 15–18 kwietnia
- 2011 – Spała, 12–15 maja

### Jesień Linuksowa
Doroczne spotkanie sympatyków wolnego oprogramowania i systemu operacyjnego Linux odbywające się jesienią. Organizatorami imprezy była Śląska (2003–2008), Krakowska (2003–2005) i Wrocławska (2006) Grupa Użytkowników Linuksa. Obecnie organizuje ją główny zarząd PLUG, przy silnym wsparciu swoich aktywistów z południa Polski.
W programie każdego spotkania znajdują się prelekcje, warsztaty i dyskusje panelowe. Imprezie towarzyszą prezentacje firm oraz produktów związanych z oprogramowaniem o otwartym kodzie źródłowym. Jesień Linuksowa to także spotkanie ludzi związanych ze środowiskiem Wolnego Oprogramowania mające na celu umożliwienie im nawiązania kontaktów osobistych i wymiany doświadczeń.
Zloty:
- 2003 – Ustroń, 24–26 października
- 2004 – Ustroń, 8–10 października
- 2005 – Ustroń, 28–30 października
- 2006 – Lewin Kłodzki, 6–8 października
- 2007 – Rybnik-Stodoły, 21–23 września
- 2008 – Rybnik-Stodoły, 26–28 września
- 2009 – Huta Szklana pod Łysą Górą, 2–4 października
- 2010 – Ustroń Jaszowiec, 24–26 września
- 2011 – Mąchocice k. Kielc, 7–9 października
- 2012 – Mąchocice k. Kielc, 12–14 października
- 2013 – Szczyrk, 11–13 października
- 2014 – Szczyrk, 7–9 listopada
- 2015 – Hucisko, 6–8 listopada
- 2016 – Hucisko, 4–6 listopada
- 2017 – Ustroń, 22–24 września
- 2018 – Ustroń, 9–11 listopada
- 2019 – Ustroń, 29 listopada - 1 grudnia

### PyCon PL
Ogólnopolska konferencja dla programistów i sympatyków języka Python, odbywająca się jesienią. Organizatorami imprezy są: Śląska Grupa Użytkowników Linuksa (SLUG), Studenckie Koło Naukowe Linuksa i Wolnego Oprogramowania oraz społeczność i sympatyków języka Python.
Celem tego wydarzenia jest integracja środowiska programistów Pythona, jak również środowisk biznesowych zainteresowanych wykorzystaniem tego języka w projektach komercyjnych.
Zloty:
- 2008 – Rybnik, 18–19 października
- 2009 – Ustroń Jaszowiec, 16–18 października
- 2010 – Ustroń Jaszowiec, 8–10 października
- 2011 – Mąchocice k. Kielc, 22–25 września
- 2012 – Mąchocice k. Kielc, 13–16 września
- 2013 – Szczyrk, 17–20 października
- 2014 – Szczyrk, 16–19 października
- 2015 – Ossa, 15–18 października
- 2016 – Ossa, 13–16 października 2016

### PHPCon Poland
Ogólnopolskie spotkanie konferencyjne programistów i entuzjastów języka PHP skierowane przede wszystkim do osób profesjonalnie zajmujących się programowaniem w tym języku, choć nie tylko. Organizowane jest siłami wolontariuszy internetowych z całego kraju pod egidą zarządu stowarzyszenia Polska Grupa Użytkowników Linuxa (PLUG). Jego celem jest integracja środowisk osób związanych z PHP oraz środowiska biznesowego zainteresowanego praktycznym wykorzystaniem tego języka w projektach komercyjnych.
PHPCon Poland jest największą konferencją organizowaną przez PLUG – edycja 2013 odnotowała rekordowe zainteresowanie, na poziomie 430 uczestników.
Zloty:
- 2010 – Huta Szklana pod Łysą Górą, 21–23 maja
- 2011 – Mąchocice k. Kielc, 21–23 października
- 2012 – Mąchocice k. Kielc, 28–30 września
- 2013 – Szczyrk, 25–27 października
- 2014 – Szczyrk, 26–28 września
- 2015 – Ossa, 13–15 listopada
- 2016 – Ossa, 30 września–2 października

Od 2011 roku organizatorzy Jesieni Linuksowej, PyCon PL oraz PHPCon Poland postanowili połączyć konferencje w luźno rozumiany tzw. „jesienny blok konferencyjny PLUG”, który odbywa się dorocznie od września do listopada w jednym wybranym miejscu (w 2014 r. do bloku dołączony został DbConf). Powodem tej decyzji była głównie redukcja kosztów zakwaterowania przy zamówieniu wielu spotkań u jednego operatora.

### SmartDevCon
Ogólnopolski zlot pasjonatów urządzeń mobilnych i inteligentnych, skierowany do szerokiego grona osób związanych z nowoczesnymi rozwiązaniami mobilnymi i wbudowanymi (tablety, smartfony, konsole do gier, rozwiązania z grup connected/smart TV i IVI), organizowany w odpowiedzi na ogromną potrzebę wymiany wiedzy i kontaktów biznesowych w obszarze Europy Środkowej. Od 2015 r. nie był organizowany.
Zloty:
- 2012 – Katowice, 4–6 września
- 2013 – Katowice, 12–14 września
- 2014 – Katowice, 18–20 września

### DbConf
Konferencja poświęcona bardzo szeroko pojętym bazom danych, krąg docelowy to specjaliści otwartych i zamkniętych baz SQL-owych, takich jak MySQL, Postgres, Firebird, Oracle, MSSQL, DB2 itp., ale też nie-SQL-owych, choćby takich jak MongoDB, Apache Hadoop, CouchDB i wielu wielu innych. Jednym z celów jest integracja środowisk bazodanowych w Polsce. W 2016 r. nie była organizowana.
Zloty:
- 2014 – Szczyrk, 24–26 października
- 2015 – Hucisko, 23–25 października